# Eldest
Eldest è un romanzo fantasy scritto da Christopher Paolini cinque anni dopo la stesura del suo primo libro Eragon. Costituisce il secondo volume del Ciclo dell'Eredità, preceduto da Eragon e seguito da Brisingr e Inheritance.

## Trama
Eldest ha inizio tre giorni dopo che Eragon ha ucciso Durza. I Varden si stanno riprendendo dalla battaglia del Farthen Dûr, mentre Ajihad, Murtagh e i Gemelli sono partiti all'inseguimento degli Urgali rintanatisi nelle gallerie del Farthen Dûr dopo la battaglia. Un manipolo di Urgali li coglie di sorpresa e Ajihad viene ucciso; Murtagh e i Gemelli scompaiono nella mischia. Il Consiglio degli Anziani ed Eragon nominano la figlia di Ajihad, Nasuada, nuovo capo dei Varden, ed Eragon le giura fedeltà come vassallo.
Eragon e Saphira decidono di andare a Ellesméra per iniziare l'addestramento con lo Storpio Che è Sano. Prima della partenza, il re dei nani, Rothgar, propone a Eragon di entrare a far parte del proprio clan, il Dûrgrimst Ingeitum. Eragon accetta: in questo modo acquisisce i pieni diritti legali dei nani e la facoltà di partecipare ai loro consigli.
Arya e Orik, figlio adottivo di Rothgar, accompagnano Eragon e Saphira nel loro viaggio verso la terra degli elfi. Fanno tappa a Tarnag, una città dei nani dove vengono accolti con benevolenza, anche se Eragon scopre che un clan in particolare non vede di buon occhio lui e Saphira: l'Az Sweldn rak Anhûin (Le Lacrime di Anhûin). Il loro odio per i Cavalieri e i draghi deriva dal fatto che molti membri del loro clan sono stati massacrati dai Rinnegati.
Il gruppo arriva finalmente nella Du Weldenvarden, la foresta degli elfi. A Ellesméra, Eragon e Saphira si presentano a Islanzadi, che non è solo la regina degli elfi, ma anche la madre di Arya. Conoscono anche lo Storpio Che è Sano, un vecchio elfo di nome Oromis. Anche lui è un Cavaliere: negli ultimi cento anni, Oromis e il suo altrettanto vecchio drago dorato, Glaedr, grande quasi il triplo di Saphira, sono riusciti a tenere nascosta la propria esistenza a Galbatorix, cercando nel frattempo un modo per detronizzare il re. Purtroppo Oromis e Glaedr sono afflitti da vecchie ferite che impediscono loro di combattere: a Glaedr manca una zampa, mentre Oromis, che a suo tempo era stato catturato e torturato dai Rinnegati, è incapace di controllare grandi dosi di magia e soggetto a improvvise crisi debilitanti.
Eragon e Saphira iniziano l'addestramento, fatto sia di lezioni collettive che individuali. Eragon apprende altri dettagli della storia delle razze di Alagaësia, si allena con la spada e impara l'antica lingua, strumento essenziale per l'uso della magia. Nel corso dei suoi studi scopre di aver commesso un terribile errore quando lui e Saphira hanno benedetto l'orfanella nel Farthen Dûr: invece di dire "Che tu possa essere protetta dalla sventura." come intendeva, in realtà ha detto: "Che tu possa essere una protezione dalla sventura."(confondendo skölir, protezione, e sköliro, protetto/a). Ha così condannato la bambina a proteggere gli altri da sofferenze e disgrazie.
Mentre Saphira compie rapidi progressi come allieva di Glaedr, l'addestramento di Eragon è rallentato dalla cicatrice che gli è rimasta dopo il duello con Durza. Non è solo un marchio che lo sfigura, ma a volte, senza alcun preavviso, gli provoca spasmi molto dolorosi, che lo lasciano esausto. Eragon teme che le convulsioni gli impediranno di migliorare sia come mago che come guerriero.
Nel frattempo Eragon comincia a rendersi conto di essere attratto da Arya. Le confessa i suoi sentimenti, ma lei lo respinge.
Gli elfi festeggiano l'Agaetí Blödhren, la Celebrazione del Giuramento di Sangue, una cerimonia che serve a ricordare e onorare l'antico patto fra elfi e draghi. In questa celebrazione, gli spiriti defunti dei draghi fanno un dono a Eragon: lo trasformano in un ibrido, per metà umano e per metà elfo. Tutte le sue cicatrici e ferite scompaiono, soprattutto quella che gli aveva lasciato Durza, ed Eragon acquisisce la stessa forza e velocità sovrumane degli elfi. Anche il suo aspetto cambia: ora il ragazzo ha un aspetto vagamente elfico; è dotato di orecchie a punta e occhi a mandorla ed è bello come gli elfi. Tuttavia ha la mascella più pronunciata, la fronte più sporgente e il viso più largo. Inoltre gli continua a crescere la barba (che lui rade ogni mattina con la magia). Questi sono segni che non è diventato del tutto elfo. Arya al termine della Celebrazione torna dai Varden.
È a questo punto che viene a sapere che i Varden sono in procinto di dare battaglia all'Impero e hanno un disperato bisogno di lui e Saphira. Mentre erano lontani, infatti, Nasuada e Re Orrin hanno spostato i Varden dal Farthen Dûr nel Surda, un paese confinante con le propaggini meridionali dell'Impero, che fino a quel momento è riuscito a conservare l'autonomia da Galbatorix.
Eragon e Saphira partono da Ellesméra insieme a Orik, dopo aver promesso a Oromis e Glaedr di tornare appena possibile per completare l'addestramento.
Contemporaneamente a questa vicenda si sviluppa un secondo filone narrativo: anche Roran, il cugino di Eragon, vive una serie di mirabolanti avventure. Galbatorix ha mandato a Carvahall i Ra'zac e una legione di soldati imperiali per catturarlo al fine di usarlo contro Eragon, ma Roran riesce a fuggire sulla Grande Dorsale. Insieme agli altri abitanti del villaggio cerca di mettere in fuga i soldati, ma parecchi uomini muoiono nel tentativo. Quando Sloan il macellaio - che odia Roran e si oppone al fidanzamento del giovane con sua figlia Katrina - lo tradisce rivelando ai Ra'zac il suo nascondiglio, di notte le ripugnanti creature attaccano il giovane nella sua camera da letto. Con una fuga rocambolesca Roran riesce a mettersi in salvo, ma i Ra'zac rapiscono Katrina portandola sull'Helgrind.
Roran, facendo sfoggio di improvvise doti da oratore, convince gli abitanti di Carvahall a lasciare il villaggio per cercare asilo dai Varden nel Surda. Si mettono in viaggio verso ovest per raggiungere la costa, dove sperano di poter trovare una nave che li porti nel Surda. Con grande tenacia e coraggio, Roran guida la popolazione oltre il valico della Grande Dorsale fino a Teirm, sulla costa. Nella città portuale incontrano Jeod, che rivela a Roran che Eragon è un Cavaliere e che l'obiettivo della prima missione dei Ra'zac a Carvahall era Saphira. Jeod si offre di aiutare Roran e i suoi compaesani a raggiungere il Surda, dove, una volta al sicuro fra i Varden, Roran potrà contare su Eragon per salvare Katrina. Jeod e gli abitanti di Carvahall si impadroniscono di una nave e fanno vela per il Surda.
Eragon e Saphira arrivano dai Varden, che si stanno preparando alla battaglia. Eragon viene a sapere che l'orfanella a cui ha inflitto il fardello della sua benedizione si chiama Elva e che, sebbene sia ancora molto piccola, ha l'aspetto di una bambina di quattro anni e la voce e il modo di fare di un'adulta. L'incantesimo di Eragon la condanna a sentire il dolore di tutte le persone che vede e la costringe a proteggerle; se si oppone all'impulso, lei stessa ne soffre.
Eragon, Saphira e i Varden si apprestano a combattere le truppe imperiali sulle Pianure Ardenti, una vasta distesa di terra da cui si levano fumi e bagliori dovuti a fuochi di torba sotterranei. La comparsa di un altro Cavaliere in groppa a un drago rosso lascia tutti sgomenti. Il nuovo Cavaliere uccide Rothgar, il re dei nani, e poi ingaggia un selvaggio duello con Eragon e Saphira. Quando Eragon riesce a strappargli via l'elmo, scopre sbigottito che si tratta di Murtagh.
Murtagh non era morto nell'agguato degli Urgali sotto il Farthen Dûr. Erano stati gli infidi Gemelli a ordire la trappola per uccidere Ajihad e catturare Murtagh per portarlo da Galbatorix. Il re ha costretto Murtagh a giurargli fedeltà nell'antica lingua (dopo aver scoperto il suo vero nome), e ora Murtagh e il suo giovane drago Castigo sono schiavi di Galbatorix. Murtagh dichiara che il giuramento non gli permetterà mai di disobbedire al re, anche se Eragon lo implora di abbandonare Galbatorix e di unirsi ai Varden.
Murtagh riesce a sopraffare Eragon e Saphira con una prova di forza inspiegabile, ma alla fine li lascia liberi in nome della vecchia amicizia. Prima di andarsene, strappa Zar'roc dalle mani di Eragon, sostenendo che gli spetta di diritto, in qualità di Eldest (primogenito in inglese) di Morzan. Infatti rivela ad Eragon di non essere l'unico figlio del Rinnegato: Eragon e Murtagh sono fratelli, entrambi figli di Selena, la sposa di Morzan. I Gemelli avevano scoperto la verità scrutando i ricordi di Eragon il giorno stesso che era arrivato nel Farthen Dûr.
Ancora sconvolto per la rivelazione di Murtagh sulle sue origini, Eragon si ritira con Saphira e si unisce a Roran e agli altri abitanti di Carvahall, giunti sulle Pianure Ardenti appena in tempo per aiutare i Varden a vincere la battaglia. Roran combatte da eroe e uccide i Gemelli.
Il libro finisce con Eragon e Roran che fanno pace, poiché Roran riteneva il cugino responsabile indiretto della morte di Garrow, ed Eragon gli giura che lo aiuterà a salvare Katrina dai Ra'zac.

## Personaggi principali
Personaggi già introdotti in Eragon:
- Eragon: ragazzo sedicenne, protagonista del romanzo e primo Cavaliere dei Draghi del nuovo ordine, trasformato in ibrido fra umano ed elfo durante la Celebrazione del Giuramento di Sangue (Agaetí Blödhren). È il nipote di Garrow, dopo la rivelazione di Murtagh si pensa che sia figlio di Morzan, primo e ultimo dei Rinnegati. Eragon è stato anche il nome del primo Cavaliere dei Draghi.
- Saphira: dragonessa blu, legata a Eragon dal profondo legame mentale che caratterizza il rapporto tra Cavaliere e drago.
- Roran: cugino di Eragon e figlio di Garrow.
- Murtagh: amico e fratellastro di Eragon, figlio di Morzan e di Selena, Cavaliere costretto a servire Galbatorix a causa di un giuramento espresso nell'antica lingua.
- Arya: principessa degli elfi, figlia della regina Islanzadi ambasciatrice presso i Varden e portatrice dell'uovo di Saphira.
- Orik: nano amico e protettore di Eragon, nonché suo fratello adottivo. Figlio di Rothgar
- Nasuada: capo dei Varden e figlia di Ajihad.
- Angela: amica di Eragon, erborista e chiromante.
- Katrina: figlia di Sloan il macellaio e futura sposa di Roran.
- Rothgar: re dei nani.
- Ajihad: papà di Nasuada, vecchio capo dei Varden morto per gli Urgali.
- Sloan: papà di Katrina e macellaio di Carvahall.

Personaggi introdotti in Eldest:
- Castigo: drago rosso di Murtagh.
- Oromis: elfo, Cavaliere dei Draghi nascosto dagli elfi e ultimo maestro di Eragon, non più in grado di combattere a causa delle torture subite durante la prigionia presso i Rinnegati.
- Glaedr: drago d'oro di Oromis, senza una zampa in seguito a una battaglia contro i Rinnegati.
- Islanzadi: regina degli elfi, madre di Arya.
- Orrin: re del Surda, importante alleato dei Varden.

## Curiosità
- Christopher Paolini ha scritto questo secondo volume del Ciclo dell'Eredità all'età di 20 anni.
- La parola Eldest significa "Il primogenito"; quest'aggettivo è riferito a Murtagh, primogenito di Morzan, come viene spiegato nel libro.

## Edizioni
- Christopher Paolini, Eldest, traduzione di Maria Concetta Scotto di Santillo, Fabbri Editori, 2005,  p. 809, ISBN 88-451-1356-6.